# يوهان بيلي
يوهان بيلي (بالفرنسية: Yohann Pelé)‏، من مواليد 4 نوفمبر 1982 في فرنسا ، لاعب كرة قدم فرنسي. بدأ مسيرته الكروية مع لو مان في موسم 1999 ، و شارك معهم في 119 مباراة .

## روابط خارجية
- يوهان بيلي على موقع الاتحاد الأوربي (الإنجليزية)
- يوهان بيلي على موقع إي إس بي إن إف سي (الإنجليزية)
- يوهان بيلي على موقع قاعدة بيانات كرة القدم.إي يو (الإنجليزية)
- يوهان بيلي على موقع ليكيب (الفرنسية)
- يوهان بيلي على موقع Soccerway.com (الإنجليزية)
- يوهان بيلي على موقع عالم كرة القدم.نت (الإنجليزية)
- يوهان بيلي على موقع كووورة
- يوهان بيلي على موقع AS.com (الإسبانية)